# 浮图峪站
浮图峪站是京原铁路上的一个铁路车站，该站位于中国河北省保定市涞源县杨家庄镇浮图峪村北，建于1971年。现为中国铁路北京局集团公司北京西车务段管理的一座四等站，车站仅保留会让及乘降功能，有1对旅客列车停靠。
车站北京端连接涞源钢厂专用铁路，去往涞源钢厂方向。

## 邻近车站
浮图峪站在京原铁路上行距王安镇站12Km，下行距北屯站7Km。在京原-丰沙-永丰铁路上行距北京站196Km，在京原铁路下行距原平站267Km。